# Sinfonia n. 29 (Haydn)
La Sinfonia n. 29 in mi maggiore di Franz Joseph Haydn fu composta nel 1765. Nell'Andante la melodia è divisa fra i primi e secondi violini. Il Trio del Menuetto non ha nessuna melodia.

## Discografia
- Orchestra da Camera di Vienna diretta da Loibner, con cembalista Christa Fuhrmann, che ha improvvisato una melodia per il Trio.
- Orchestra da Camera Nordica diretta da Nicholas Ward, senza cembalo.